# Bénoué Nationalpark
Bénoué Nationalpark er en nationalpark i Cameroun og et UNESCO biosfærereservat. Det har et areal på 1.800 km2. Parken ligger ud til Bénoué-floden, som på en strækning på over 100 km, danner dens østlige grænse. Den offentlige vej til Tcholliré skærer tværs over den nordlige del af parken. Den vestlige grænse består af hovedvejen, der forbinder byerne Garoua mod nord, med Ngaoundéré mod syd. Der er adgang til parken fra Ngaoundéré mod nord.

## Historie
I 1932 blev området etableret som et faunareservat, der blev opgraderet til en nationalpark i 1968 og blev et biosfærereservat i 1981.

## Geografi
Parken ligger i det nordøstlige Cameroun i Bénoué-departementet. Det ligger i Bénoué savannebæltet, et fugtigt savanneskovområde  der ligger mellem byerne Garoua mod nord og Ngaoundéré mod syd. Hovedfloden er Bénouéfloden. Parkens ligger i en højde der varierer fra 250 til 760 moh. Højdene er præget af store klippemassiver, mens bølgende slette og skov præger de lavere dele. Otte jagtreservater, på i alt 5.203,78 km2, omgiver parken, på nær langs hovedvejen.

## Flora og fauna
Bénoué Nationalpark er præget af skovklædte græsarealer. Den omfatter adskillige typer af sudanesisk skov som f.eks. Isoberlinia-domineret og anden skov i den sydlige centrale del, til lavere, mere åbne, blandede, skovbevoksede græsarealer i nord, tør Anogeissus-skov, semi-stedsegrøn kystskov og krat langs Bénoué.
Afrikansk elefant, plettet hyæne, vandbukke, vortesvin og aber findes også i parken. De overvejende store hovdyr i parken er antiloper som kob, koantilope, elsdyrantilope og vandbuk, samt afrikansk bøffel. Det eneste sted i Afrika, hvor der er en realistisk chance for at se den elsdyrantilope, Afrikas største antilope, er i Bénoué nationalpark. Den hyænehund er til stede i nationalparken, men mindre almindelig her end i Faro nationalpark .  Bénoué nationalpark er kendt for sine flodhestekolonier. Sammen med flodheste er krokodiller almindelige i floderne.
Siden 2005 er det beskyttede område betragtet som et Løvebeskyttelsesområde. I 2011 blev løvebestanden anslået til 200 voksne individer.
Bénoué Nationalpark er et vigtigt fugleområde (IBA #CM007) med nylige undersøgelser, der identificerer 306 forskellige arter. I tørsæsonen giver sandbanker, der er udsat for skiftende niveauer af den sandede Bénoué-flod, levesteder for hjejler og andre vandfugle.  Almindelige arter omfatter Adamawa-turteldue, krokodillevogter, rødstrubet bi-æder, rødvinget gråsanger, afrikansk buskhøne og violturaco.

## Befolkning
Størstedelen af befolkningen i parken er nomader. Der er en løs social struktur, som parkvagter og naturbeskyttelsesfolk arbejder sammen med, idet de påtager sig roller som f.eks. lokale undervisere og voldgiftsdommere. Der er dokumenteret mindst én hændelse af kleptoparasitisme i Bénoué nationalpark, hvor landsbyboere, stjal kød fra et løvedrab.

## Yderligere læsning
- Mayakaa, T. B. (2002). "Wildlife Co-Management in the Benoue National Park-Complex, Cameroon: A Bumpy Road to Institutional Development". World Development. 30 (11): 2001-2016. doi:10.1016/s0305-750x(02)00111-0.
- Mayakaa, T. B.; Stigter, J.D.; Heitkönig, I. M.A.; Prins, H. H.T. (2004). "A population dynamics model for the management of Buffon's kob (Kobus kob kob) in the Bénoué National Park Complex, Cameroon". Ecological Modelling. 176 (1−2): 135-153. doi:10.1016/j.ecolmodel.2003.09.038.
- Stark, M. A. (1986). "Relationship between fire and basal scarring on Afzelia africana in Benoue National Park". Cameroon African Journal of Ecology. 24 (4): 263-271. doi:10.1111/j.1365-2028.1986.tb00370.x.